# Модула
Модула — язык программирования, являющийся потомком языка Паскаль. Он был разработан в Швейцарии в конце 1970-х годов Никлаусом Виртом, тем же человеком, который создал и Паскаль. Основным нововведением Модулы является модульная система, используемая для объединения множества зависимых объявлений в программные единицы; отсюда и название Модула.
Модула является алгоритмическим языком программирования, предназначенным для составления программ, работающих в реальном времени.
В языке Модула используются:
- понятия модуля и процесса;
- средства программирования низкого уровня.

Программа на языке Модула формируется из независимых модулей, между которыми имеется управляемый интерфейс.
Экспериментальная реализация Модулы была создана в 1975 году, но развитие языка было прекращено после публикации. Затем Вирт сосредоточил свои усилия в работе над преемником Модулы — Модулой-2.